# Octreotida
La octreotida (INN), también llamada Sandostatina, es un fármaco análogo de la hormona natural somatostatina, con efectos farmacológicos parecidos a ésta. La diferencia con la somatostatina es el tiempo de vida media, la cual es más larga en el fármaco análogo. Su acción es idéntica a la de la somatostatina, pero su potencia aproximadamente 1,3 veces. Actúa principalmente como inhibidor de la secreción patológicamente aumentada de la hormona de crecimiento, y otras hormonas como el glucagón, insulina, serotonina, gastrina; sintetizadas en el sistema endocrino gastro-entero-pancreático. También es utilizada para el tratamiento de acromegalia.

## Historia
La octreotida fue desarrollada como análogo síntetico de la somatostatina, ya que esta última presenta una corta duración de acción al ser inyectada intravenosamente, por lo que era necesario desarrollar un análogo que supliera dicha carencia y que  cumpliera con las mismas funciones del péptido natural. Los primeros experimentos que se realizaron demostraron la efectividad de la octreotida en la inhibición de la liberación de hormona del crecimiento, glucagón e insulina en monos. Desde entonces es considerada como el primer análogo de somatostatina con uso terapéutico.

## Indicaciones y posología
- Acromegalia: su utilidad terapéutica se debe a que la mayoría de tumores que se originan de tejidos diana de la somatostatina, tienen naturalmente gran cantidad de receptores para la somastostatina, por ejemplo, el tumor en la pituitaria. Se recomienda inicialmente una dosis de 0,05-0,1 mg SC/8 o 12 h; se debe ajustar la dosis según control mensual de hormona del crecimiento y otros.[5]
- Tumores endocrinos gastro-entero-hepáticos: dentro de este grupo se incluyen tumores carcinoides, glucagonomas, gastrinomas, insulinomas, y su efectividad se debe a que la octreotida actúa como inhibidor de los productos endocrinos de estos tejidos. Se recomienda una dosis 0,05 mg SC, 1-2 veces/día.[6]
- Prevención de complicaciones tras cirugía pancreática: se indica una dosis de 0,1 mg SC, 3 veces/día, 7 días consecutivos, empezar el día de la operación 1 h antes de la laparotomía.[6]
- Várices gastroesofágicas sangrantes: 0,025-0,05 mg/h, 5 días en perfusión IV continua.[6]
- Fístulas enteroenterales y fístulas enterocutaneas.

### Efectos secundarios
- Cálculos biliares: cerca del 50% de los pacientes con uso prolongado de octreotida los desarrollan. Menos del 1% requirieron cirugía para corregirlos.
- Azúcar en la sangre alta: eso se debe a la inhibición que hace el fármaco sobre la insulina.
- Náusea y/o vómito.
- Molestias abdominales: incluyen diarrea, hinchazón, gas y dolor abdominal.
- Fatiga.
- Dolor de Cabeza.[7]

## Estructura química
La Octreotida es un octapéptido cíclico con puente disulfuro,  de fórmula molecular, D-Phe1-Cys2-Phe3-D-Trp4-Lys5-Thr6-Cys7-Thr8-ol. En su estructura tiene dos aminoácidos de la serie  D, la Fenilalanina y el Triptófano. La treonina terminal esta reducida al alcohol (treoninol).